# Spor

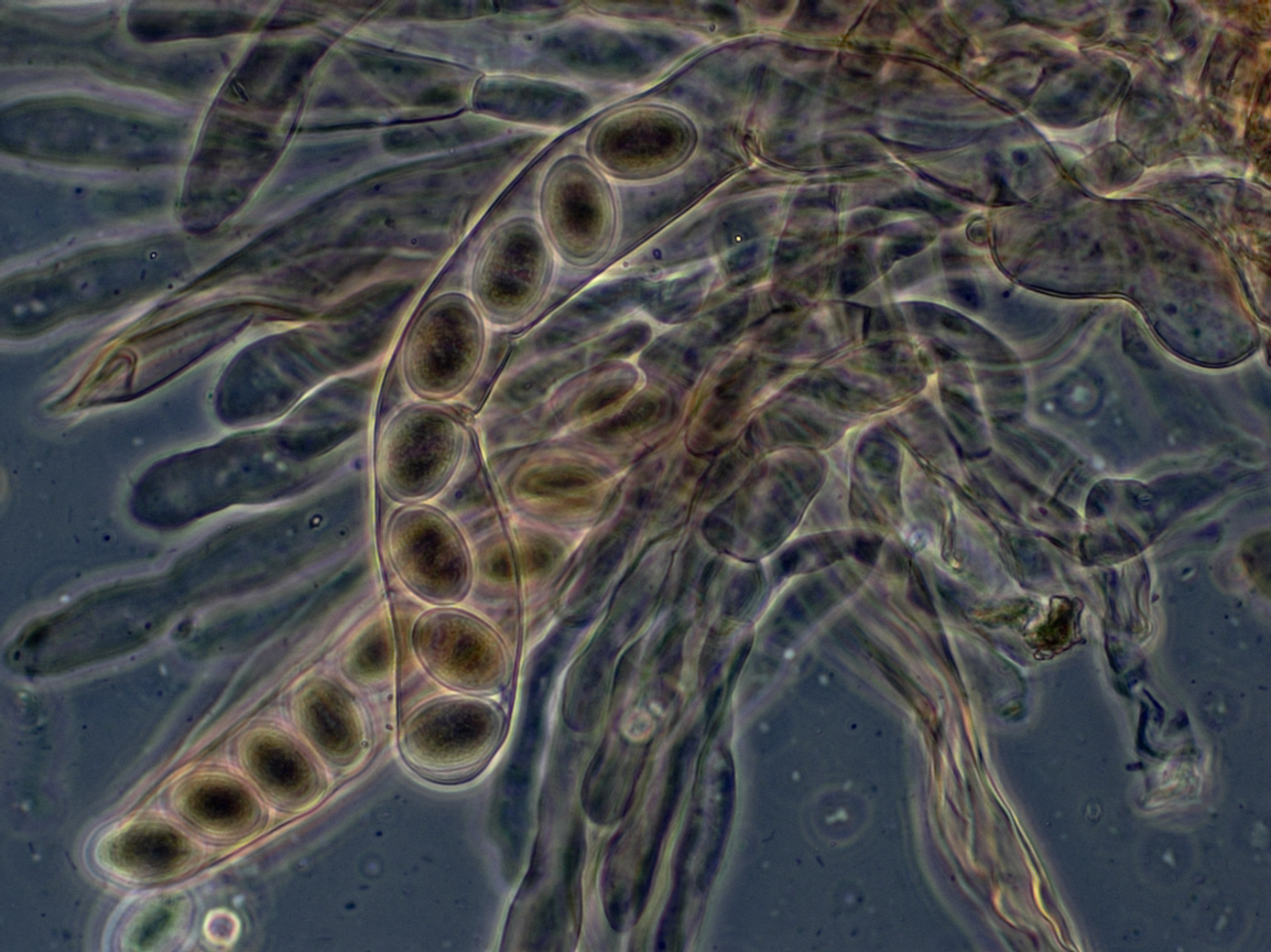
Asce ale speciei Morchella elata (zbârciog simplu)

În biologie, un spor este o celulă a reproducerii asexuate, iar în unele circumstanțe poate face referire și la forma de rezistență a unui organism (de exemplu, la zicomicote). în reproducerea sexuată, celula se numește gamet. Sporii fac parte din ciclul de viață la diverse specii de plante, alge, fungi și protozoare. Sporii bacteriilor nu au rol de reproducere, ci sunt „spori de rezistență”, folosiți de organism pentru protecție în cazul condițiilor nefavorabile de viață.